# Coprinellus brevisetulosus
Coprinellus brevisetulosus är en svampart som tillhör divisionen basidiesvampar, och som först beskrevs av Eef J.M. Arnolds, och fick sitt nu gällande namn av Redhead, Vilgalys och Jean-Marc Moncalvo. Coprinellus brevisetulosus ingår i släktet Coprinellus, och familjen Psathyrellaceae. Arten är reproducerande i Sverige.